# Dear Wendy
Dear Wendy är en brittisk-dansk-fransk-tysk kriminalfilm från 2005, vars regi ansvaras av Thomas Vinterberg, från ett manus skrivet av Lars von Trier. Handlingen i filmen utspelar sig, trots att den är inspelad i Danmarks huvudstad Köpenhamn, i en liten gruvstad i den amerikanska delstaten West Virginia. Filmens rollista består bland annat av skådespelarna Jamie Bell, Bill Pullman, Mark Webber, Danso Gordon, Novella Nelson, och Alison Pill.
Filmen premiärvisades för första gången på Sundance Film Festival i USA, den 22 januari 2005. I Sverige släpptes filmen på DVD av Nordisk Film, den 19 juli 2006.

## Handling
Filmens handling kretsar kring en ung enstöring vid namn Dick Dandelion, som bor i en väldigt fattig liten gruvstad, belägen i den amerikanska delstaten West Virginia. En dag när Dick märker att han har köpt på sig en fullt fungerande antikpistol, så blir han alltmer fascinerad av den, trots sina väldigt pacifistiska åsikter. Tillsammans med ett gäng andra utstötta tonåringar i staden, så bildar Dick den hemliga klubben "The Dandies", som endast får använda sina respektive skjutvapen inom själva klubben. Men denna regel ska snart komma att brytas...

## Rollista
| Jamie Bell       | – Dick Dandelion  |
| Bill Pullman     | – Sheriff Krugby  |
| Michael Angarano | – Freddie         |
| Danso Gordon     | – Sebastian       |
| Novella Nelson   | – Clarabelle      |
| Alison Pill      | – Susan           |
| Chris Owen       | – Huey            |
| Mark Webber      | – Stevie          |
| Trevor Cooper    | – Dicks pappa     |
| William Hootkins | – Marshall Walker |
| Thomas Bo Larsen | – Hal             |